# Rudgea sclerocalyx
Rudgea sclerocalyx là một loài thực vật có hoa trong họ Thiến thảo. Loài này được (Müll.Arg.) Zappi mô tả khoa học đầu tiên năm 2004.